# مجموعه حمامهای اندوان
مجموعه حمامهای اندوان مربوط به دوره صفوی است و در خمینی شهر، محله اندوان، خیابان مدرس واقع شده و این اثر در تاریخ ۲۴ اسفند ۱۳۸۳ با شمارهٔ ثبت ۱۱۵۷۸ به‌عنوان یکی از آثار ملی ایران به ثبت رسیده است.